# Paraquedismo

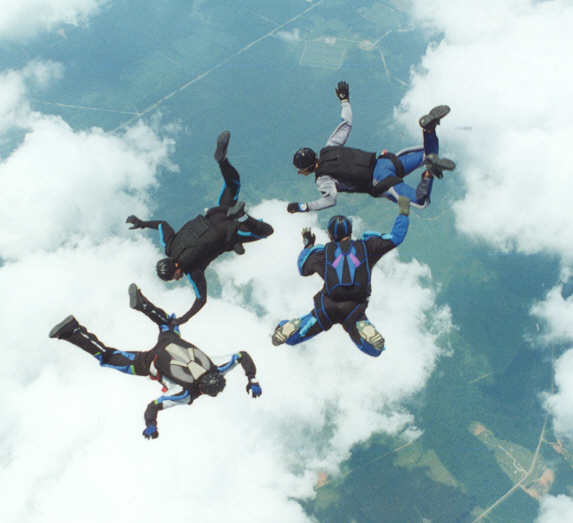
Quatro paraquedistas a fazer formações em queda livre, também uma forma de paraquedismo.

O paraquedismo (pré-AO 1990: pára-quedismo) é praticado por desportistas (paraquedistas) que saltam de aeronaves, ou lugares fixos (BASE jumping), fazendo uso de um paraquedas (invólucro contendo uma vela dobrada desenhada a desdobrar-se aumentando sua superfície de contato com o ar) para diminuir sua velocidade de queda, sendo possível realizar saltos de grandes altitudes sem sofrer danos mortais.

## História

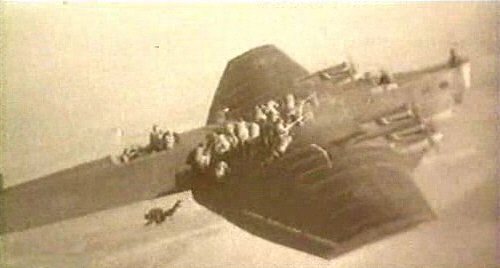
Paraquedistas militares soviéticos saltando de um Tupolev TB-3 em 1930.

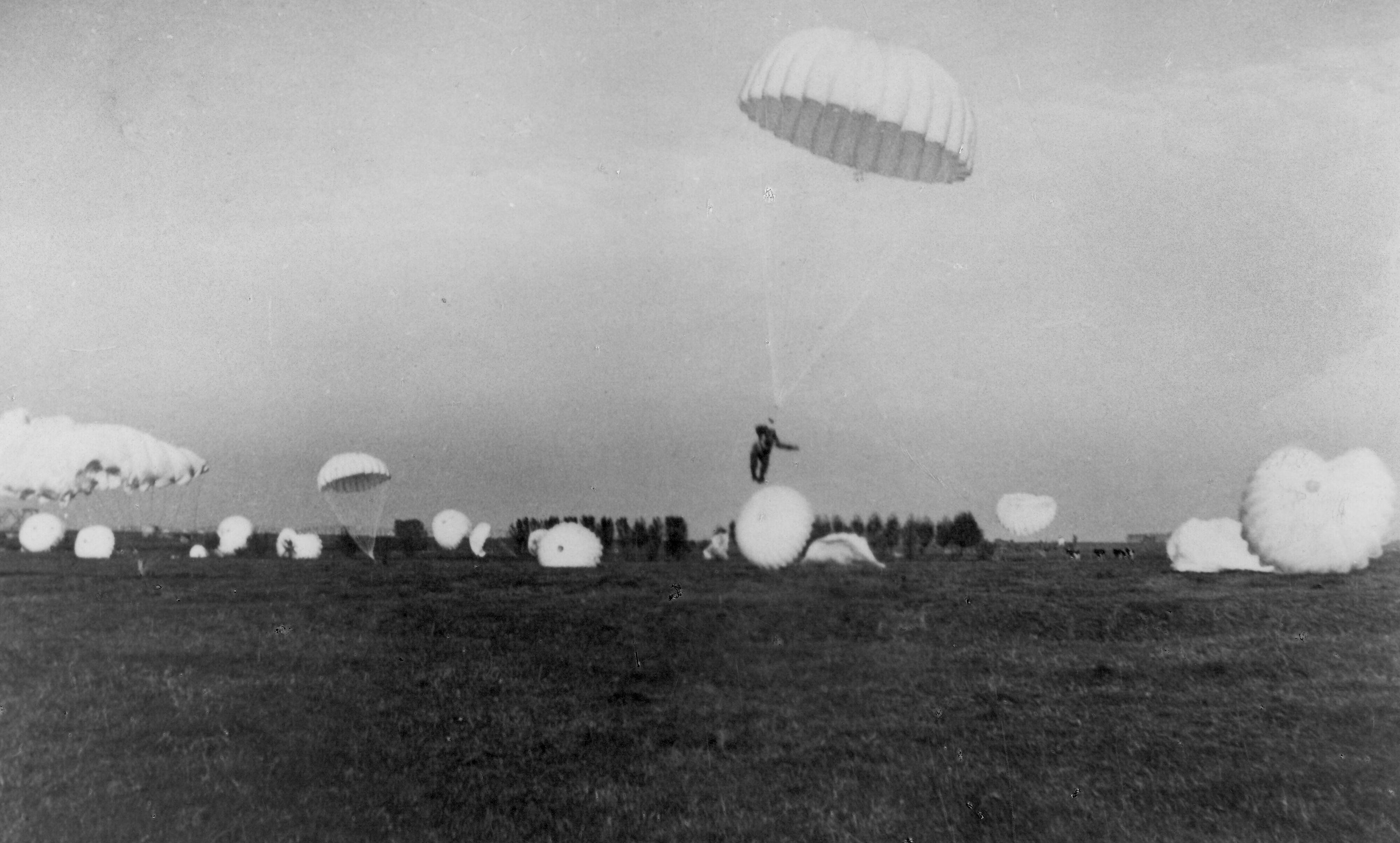
Fallschirmjägers (paraquedistas militares alemães) pousando na Holanda, em 10 de maio de 1940, durante a Batalha de Haia.

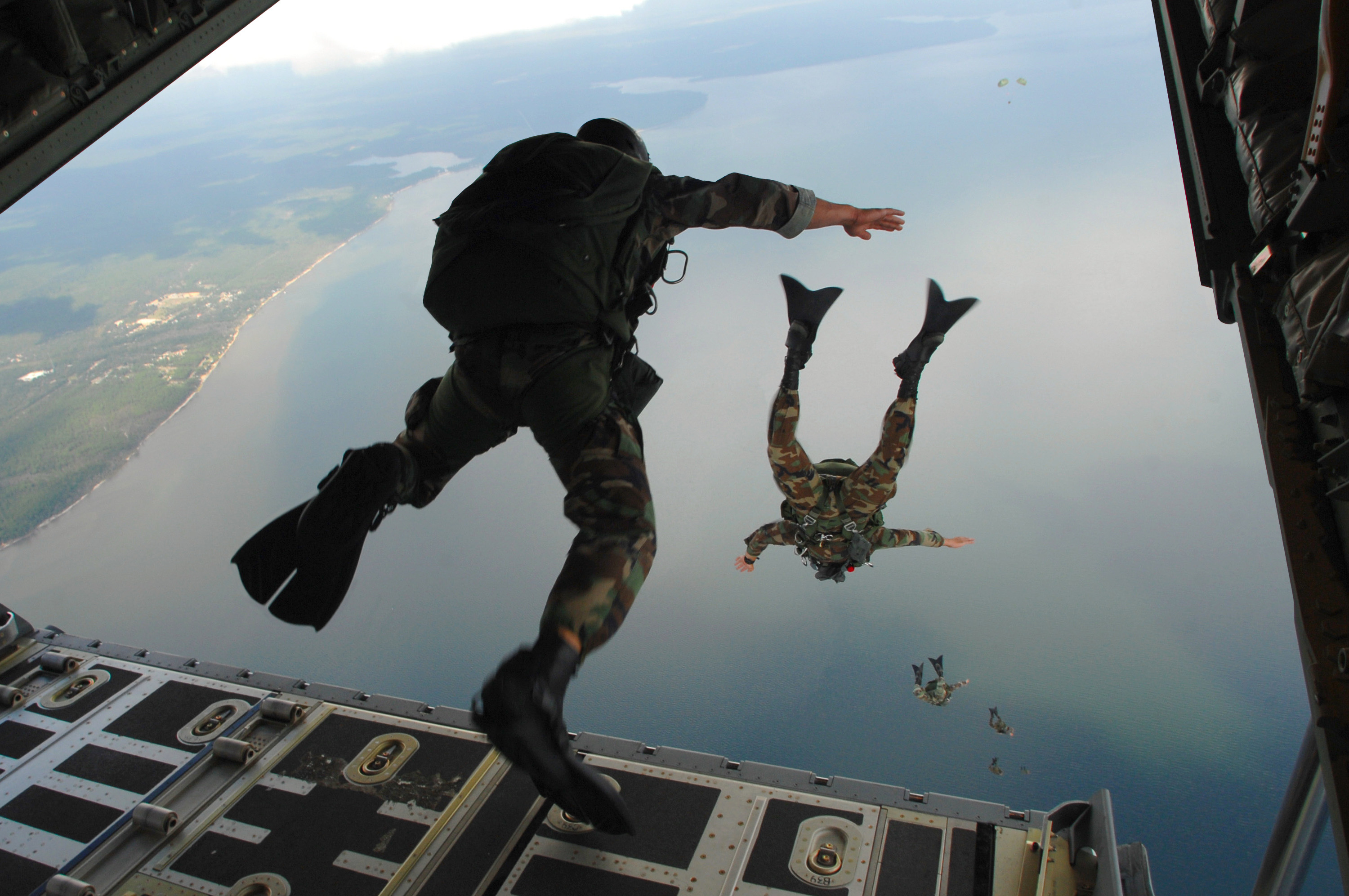
Paraquedistas militares americanos realizando um salto.

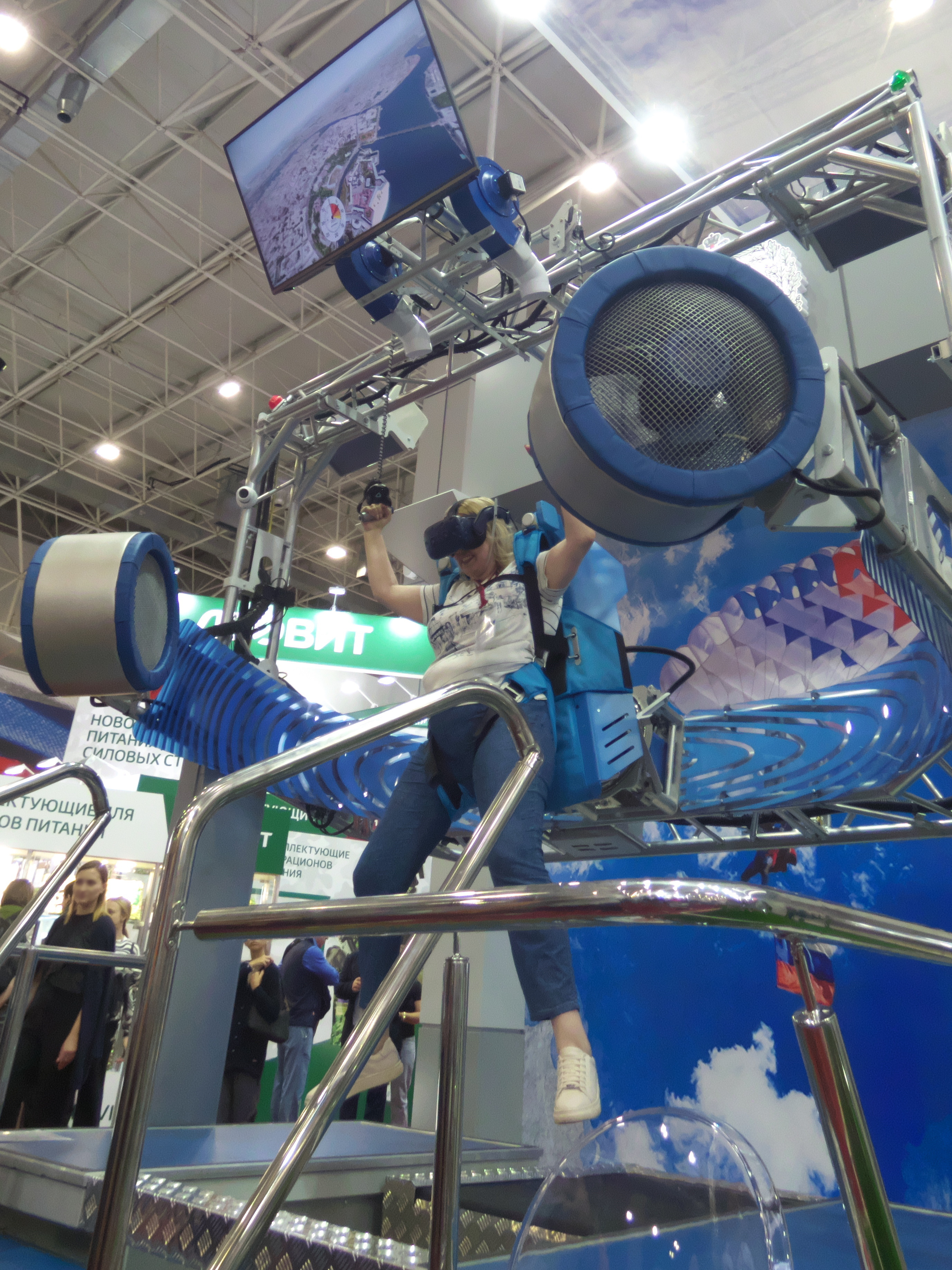
Treinador de Realidade Virtual.

O paraquedismo não é um esporte criado há pouco tempo.
O sonho está registrado ainda na mitologia, que mostra Dédalo e seu filho Ícaro na busca de alçar voo com asas de penas de pássaro ligadas por cera.
- 1306 - Aparecem registros de acrobatas chineses que se atiravam de muralhas e torres empunhando um dispositivo semelhante a um grande guarda-chuva que amortecia a chegada ao solo.

- 1495 - Leonardo da Vinci escreveria em notas: "Se um dia alguém dispuser de uma peça de pano impermeabilizado, tendo os poros bem tapados com massa de amido e que tenha dez braças de lado, pode atirar-se de qualquer altura, sem danos para si". Da Vinci é considerado também o precursor como projetista de um paraquedas.

- 1617 - O italiano Fausto Veranzio salta com um "paraquedas" da torre da catedral de Veneza, aterrando ileso diante dos espectadores.

- 1783 - Louis-Sébastien Lenormand constrói e patenteia um paraquedas com o qual repetidamente executas as manobras.

- 1785 - Jean Pierre Blanchard constrói e salta com um paraquedas feito de seda, sem a armação fixa que até então era utilizada para manter o velame aberto.

- 1797 - Andre-Jacques Garnerin, em Paris, salta de um balão a uma altura aproximada de 2 mil pés. Garnerin prossegue saltando regularmente e a ele a história deu a honra de ser considerado o primeiro paraquedista do mundo. Em 1802, em Londres, Garnerin salta a 8 mil pés, um recorde para a época.

- 1808 - Pela primeira vez o paraquedas foi usado como salva-vidas quando o polonês Kuparenko o utiliza para saltar de um balão em chamas.

- 1837 - Acontece o primeiro acidente fatal com um paraquedista, quando Robert Cocking falece em razão do impacto contra o solo. Cocking saltava com um paraquedas com o desenho de um cone invertido que se mostrou inadequado, não resistiu à pressão e fechou.

- 1887 - O Capitão americano Thomas Scott Baldwin inventa o equipamento que se ajusta ao corpo do paraquedista, substituindo os cestos até então utilizados. Este invento foi um novo e importante passo para o desenvolvimento do paraquedismo.

- 1901 - Charles Broadwick inventa o paraquedas dorsal, fechado dentro de um invólucro, como os que hoje são utilizados pelos pilotos de aviões militares. O sistema de abertura do paraquedas era um cabo amarrado ao balão.

- 1911 - Grant Morton realiza o primeiro salto utilizando um avião. Norton decolou levando o paraquedas nos braços e na hora do salto arremessou-o para fora sendo por ele extraído da aeronave.

- 1919 - Leslie Irvin executa o primeiro salto livre, abrindo o paraquedas, por ação muscular voluntária durante a queda livre.

- 1930 - Os russos organizam o primeiro Festival Desportivo de Paraquedismo (ver: Victor Herman).

- 1941 - O exército alemão emprega o paraquedas como equipamento de guerra, lançando paraquedistas militares para conquistar a ilha de Creta.

Depois o paraquedismo se desenvolve em uma velocidade vertiginosa, seja quanto aos equipamentos, técnicas de salto e tipos de competição.

## Modalidades
Existem várias modalidades de salto em paraquedas:
- Salto semiautomático
- Formações em queda livre (FQL ou TR (trabalho relativo))
- Estilo livre (freestyle)
- Pouso de precisão
- Trabalho Relativo de Velames TRV (formações de velames)
- Freefly (FF)
- Skysurf
- Salto Tandem ou Salto Duplo
- BASE jumping
- Wingsuit
- Pilotagem de velames (swooping)

## Galeria de fotos

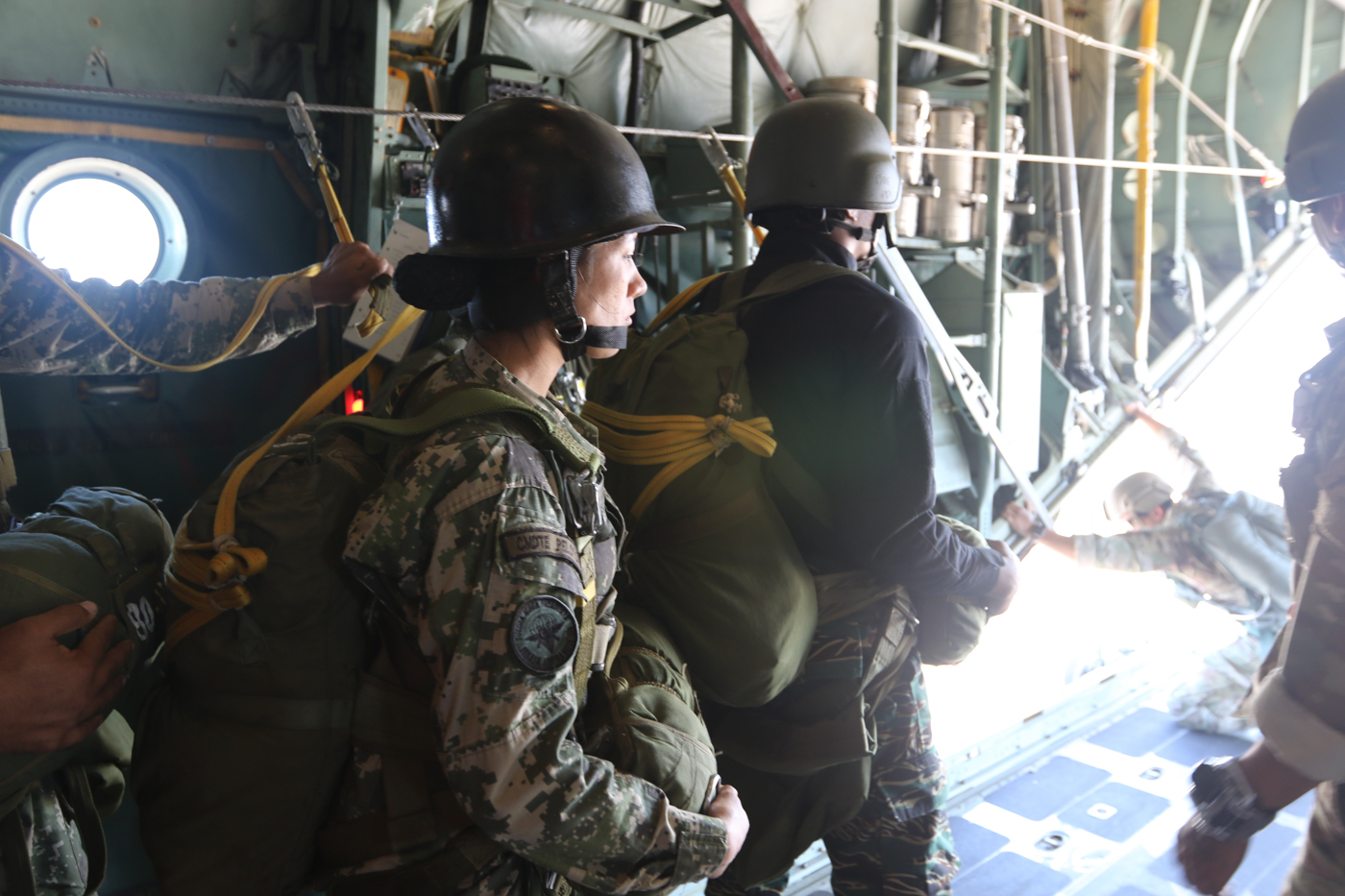
Paraquedistas na porta durante o salto de amizade ao final do Fuerzas Comando 2017 em Ñu Guazú, no Paraguai.
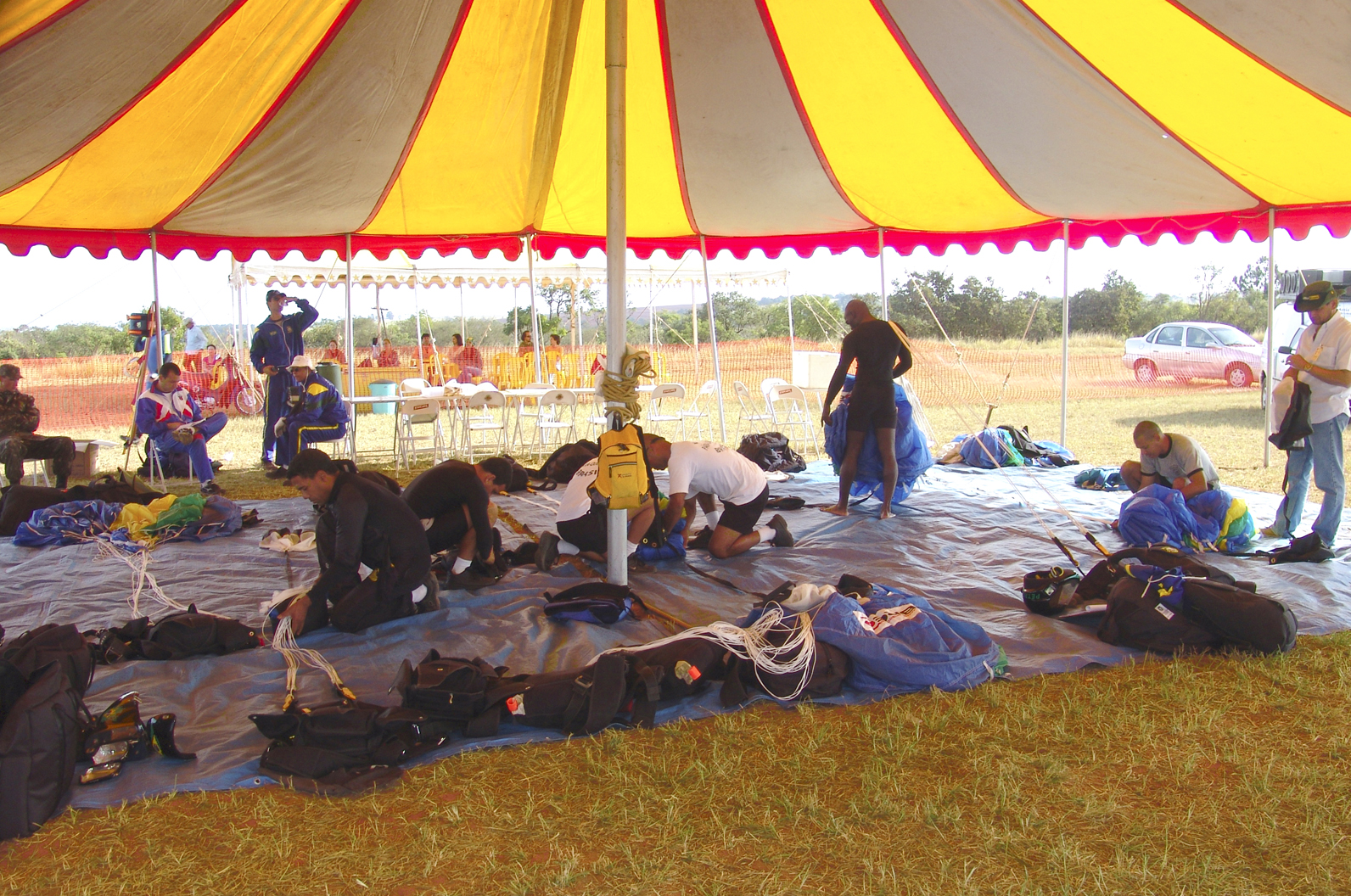
Acampamento de paraquedistas, equipe do exército brasileiro em Avaré.
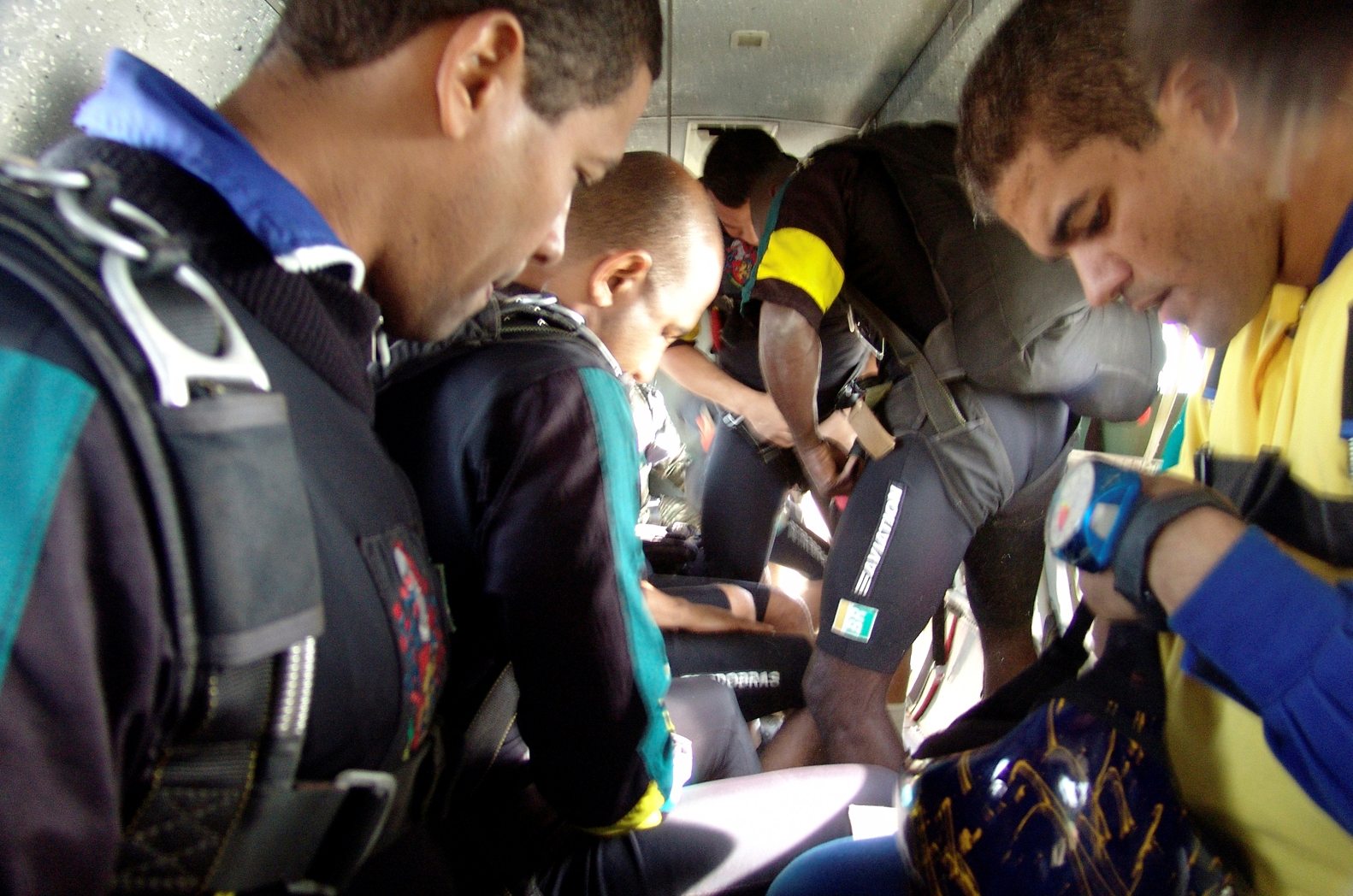
No avião Bandeirante, preparo para o salto em Avaré.
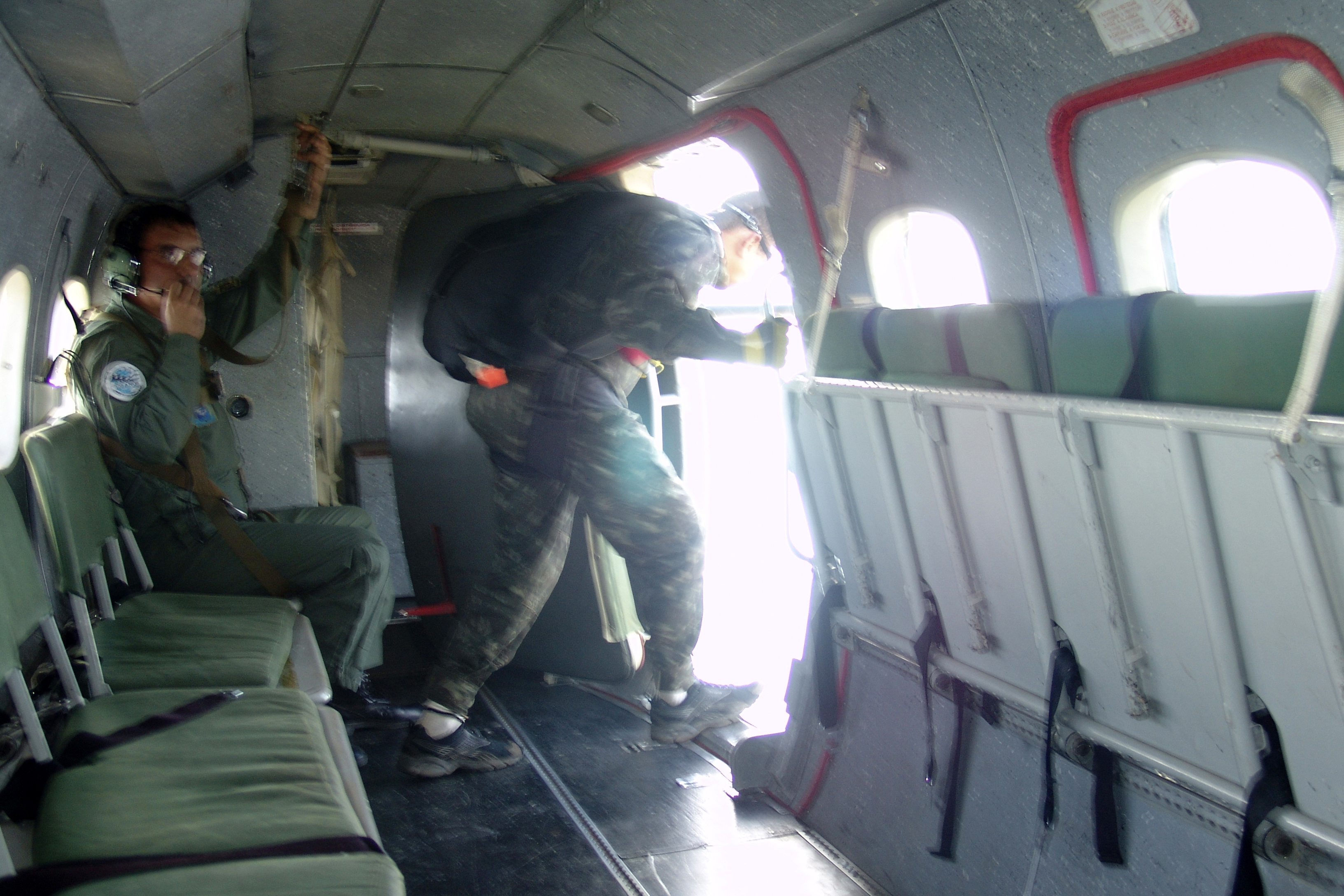
Momento do salto
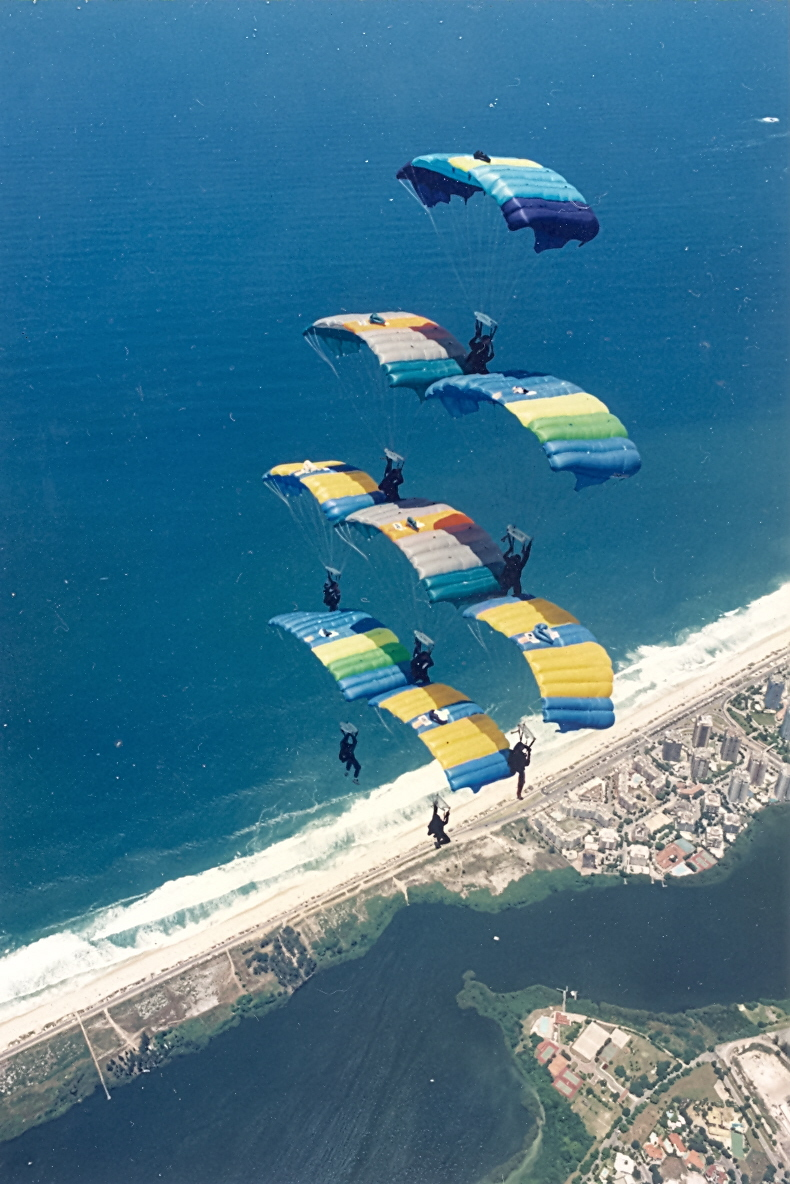
TRV - Rio de Janeiro, 2001
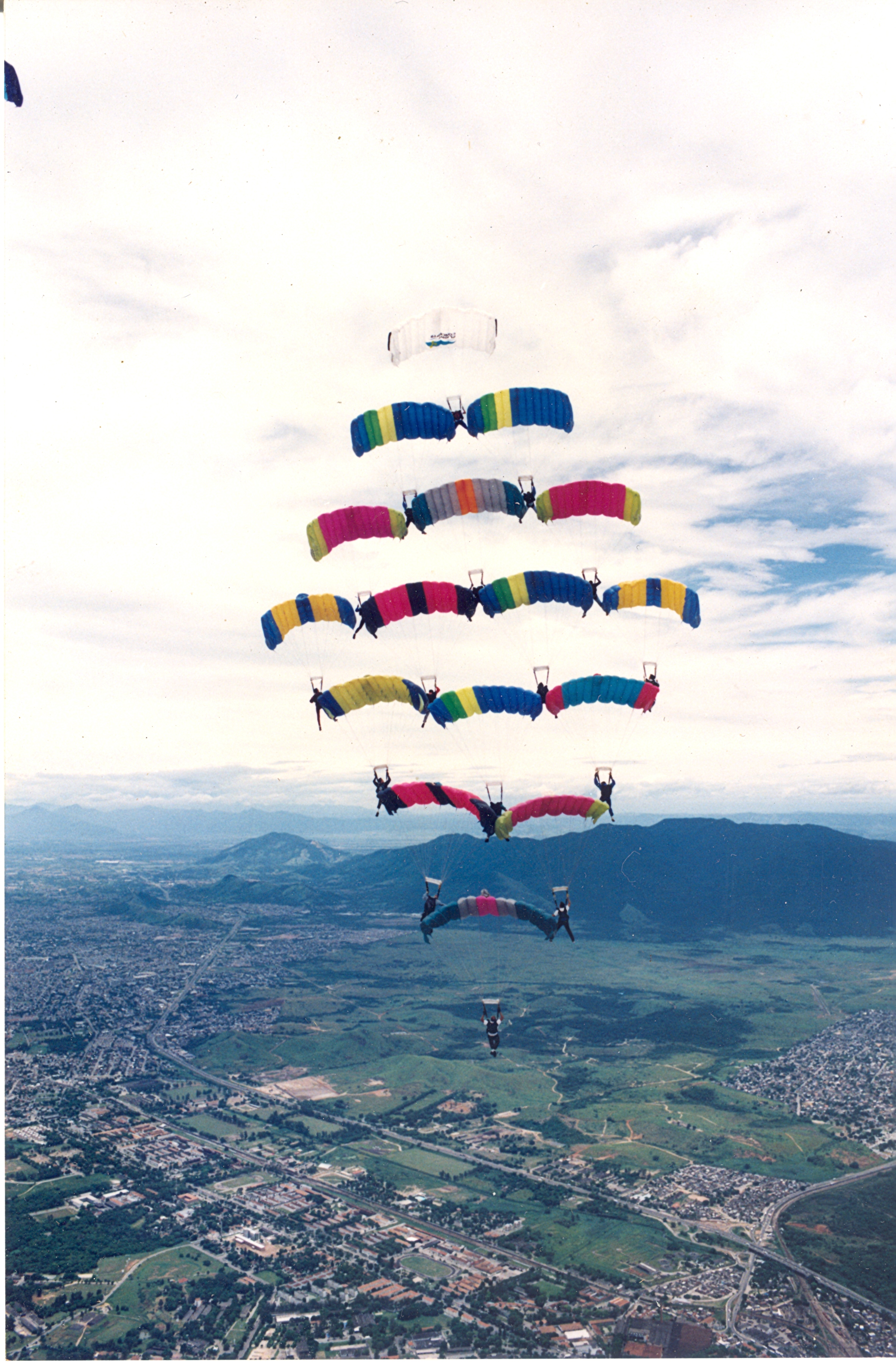
Recorde Brasileiro de TRV,Rio de Janeiro - 2000
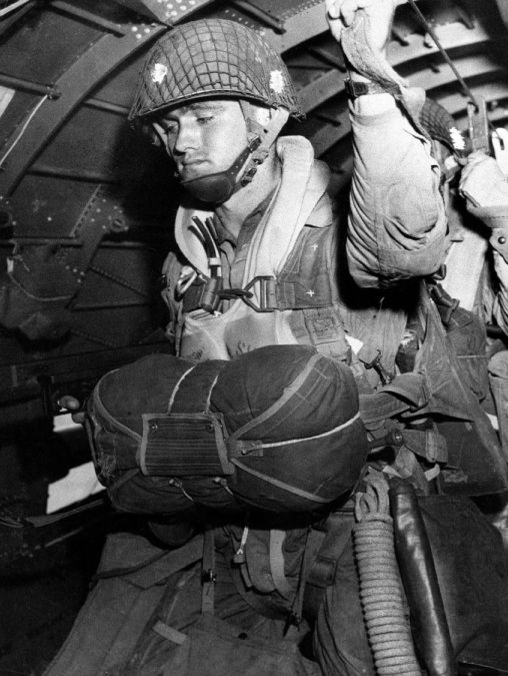
Paraquedista das Forças Aliadas, pronto para saltar na Normandia (França), durante o desembarque do Dia-D, batalha decisiva da II Guerra Mundial.